# 相應院
相應院(そうおういん)は岐阜県高山市にある高野山真言宗の寺院。前身は桜山八幡宮の別当寺長久寺である。飛騨三十三観音霊場2番札所であり、中部四十九薬師霊場40番札所でもある。
創建は不明であるが、明治維新後に神仏分離令が発せられるまで桜山八幡宮の別当寺の長久寺として栄えていた。神仏分離令が出てから廃寺の憂き目を見るが、当時の住職桜山識雄が高野山で廃院になっていた金森氏ゆかりの相応院の名跡をうけて明治25年に再興した。本尊の不動明王は長久寺の本尊であったが、相応院で祀られていた金森長近奉納と伝わる阿弥陀三尊像も受け継いでいる。また円空作の薬師如来も所蔵する。

## 参考資料
- 飛騨寺院風土記